# 道水
道水，是中国湖南省澧縣、臨澧縣的一条河流，汇入澧水，属于澧水水系。河长101千米，流域面积1364平方千米，多年平均流量立方米每秒。